# Fränkische Toskana

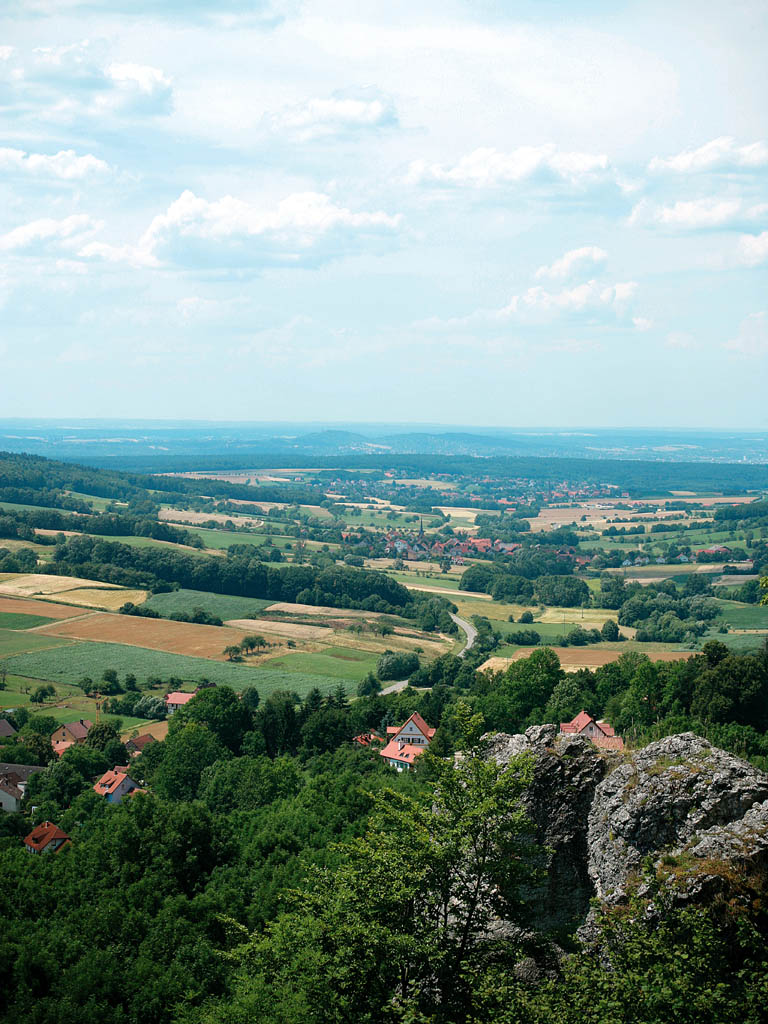
Blick vom Eulenstein in das Ellertal. Im Hintergrund die Universitätsstadt Bamberg

Als Fränkische Toskana bezeichnet man eine Tourismusregion in Oberfranken im Landkreis Bamberg um die Gemeinden Litzendorf, Memmelsdorf und Strullendorf.
Der Begriff geht auf den Bamberger Mundartpoeten Gerhard C. Krischker zurück, der 1996 in einer Erzählung von seinen Ausflügen in das Ellertal (gelegentlich auch Ellerntal) berichtet. Im Jahr 2005 beschlossen die drei Gemeinden sich gemeinsam als Fränkische Toskana zu präsentieren. Die sanft gewellte Landschaft an den Ausläufern des Fränkischen Jura vor den Toren der Weltkulturerbestadt Bamberg erinnert an die italienische Namensgeberin. Die beiden höchsten Erhebungen des Landkreises Bamberg, der 585 m hohe Geisberg und der 559,5 m hohe Stammberg befinden sich auf dem Gebiet.
Der Nordosten der Fränkischen Toskana ist ein Teil des Naturparks Fränkische Schweiz. An der Gemeindegrenze zur Stadt Scheßlitz steht die Giechburg, ein Wahrzeichen des Landkreises, sie bildet die optische Grenze. Im Südwesten ragt das Gebiet bei Strullendorf in das sogenannte Flussparadies Franken hinein. Die Regnitz fließt mit ihren vielen Zuläufen dort längs des Main-Donau-Kanals. Zwischen Pettstadt und Strullendorf kann man den Fluss mit der einzigen Regnitz-Fähre überqueren. Nach Westen grenzt die Fränkische Toskana an die Stadt Bamberg.
Park und Schloss Seehof, die ehemalige Sommerresidenz der Fürstbischöfe Bambergs, ist einer der architektonischen Höhepunkte der Region. Die Jungfernhöhle bei Tiefenellern, eine Kultstätte aus der Jungsteinzeit, die frühkeltischen Hügelgräber zwischen Litzendorf und Geisfeld sowie der älteste Bildstock Frankens in Naisa sind frühe Zeugnisse menschlichen Schaffens. Für Liebhaber moderner Kunst gibt es drei Besonderheiten: die Skulpturenwege Fränkische Straße der Skulpturen, den Kunst- und Besinnungsweg und das Projekt Flur und Kunst.

Schloss Seehof